# Agit Kabayel
Agit Kabayel (* 23. September 1992 in Leverkusen) ist ein deutscher Profiboxer im Schwergewicht. Er ist in dieser Gewichtsklasse der aktuelle WBC-Interims-Weltmeister und wird vom Ring Magazine auf Platz 4 der Weltrangliste geführt.

## Karriere

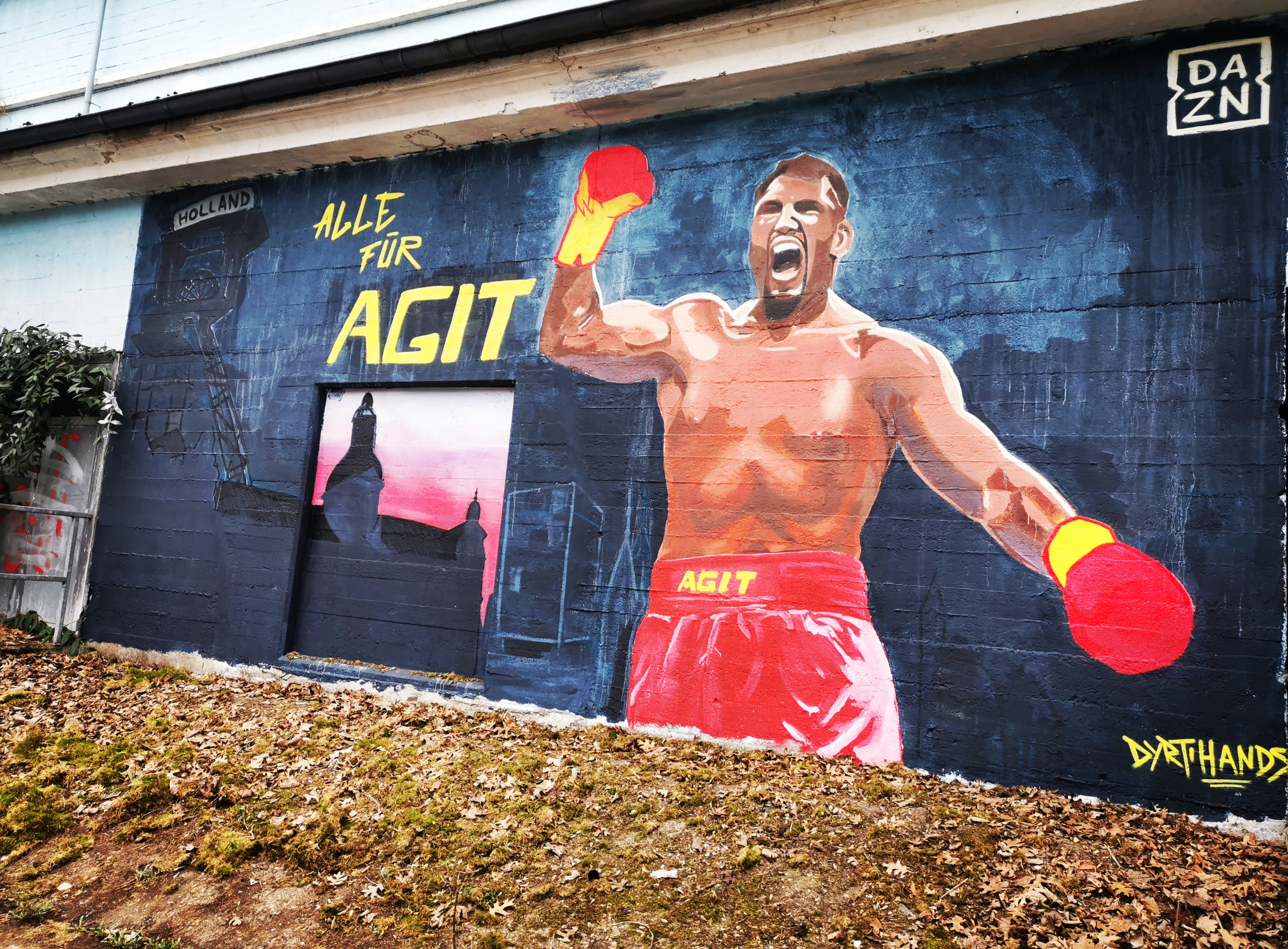
Fangemälde für Agit Kabayel an einem Bunker in Wattenscheid

Die Familie Kabayel zog Ende der 1990er nach Bochum-Wattenscheid. Der Vater von Agit Kabayel hatte dort einen Imbiss. Er lebt immer noch in Bochum.
Agit Kabayel hatte als Jugendlicher Fußball gespielt, ehe er über das Kickboxen zum Boxen kam. Sein Profidebüt gab er mit 18 Jahren am 23. Juni 2011 in Wuppertal. Nach neun Siegen in Folge gewann er am 22. März 2014 im türkischen Tekirdağ den Mittelmeerraum-Meistertitel der WBC gegen Gbenga Oluokun. Nach zwei vorzeitigen Siegen gegen die Veteranen Shalva Jomardashvili und Lawrence Tauasa schlug er den bis dahin unbesiegten Christian Lewandowski durch K.o. und gewann damit den EU-Titel der EBU.
Am 4. Februar 2017 besiegte er in Magdeburg den Belgier Herve Hubeaux einstimmig nach Punkten und sicherte sich damit den Europameistertitel der EBU im Schwergewicht. Erst 2015 hatte mit Erkan Teper ein weiterer deutscher Boxer türkischer Abstammung den Europatitel im Schwergewicht erkämpft.
Am 4. November 2017 verteidigte Kabayel seinen Europatitel durch Mehrheitsentscheidung der Punktrichter gegen Dereck Chisora. Der Zwölfrundenkampf wurde in Monte-Carlo ausgetragen. Seine zweite Titelverteidigung gewann er am 21. April 2018 in Berlin-Neukölln gegen den Serben Miljan Rovčanin durch K.o. in der dritten Runde. Sein Kampf gegen Chisora wurde im Juni 2018 zum EBU Fight of the Year 2017 gewählt.
Seine dritte EBU-Titelverteidigung gewann er am 2. März 2019 in Magdeburg gegen Andriy Rudenko aus der Ukraine. Im September 2019 ging er als erster Deutscher einen Promotion-Vertrag mit dem US-amerikanischen Sender ESPN ein.
Am 18. Juli 2020 erkämpfte er nach Punkten den Kontinental-Titel der WBA gegen den Griechen Evgenios Lazaridis. Diesen verteidigte er im Juni 2021 nach Punkten gegen Kevin Johnson.
Am 4. März 2023 siegte Kabayel in Bochum gegen den Kroaten Agron Smakici durch K.o. in der dritten Runde, nachdem er selbst in der zweiten Runde bereits angezählt worden war. Er errang dadurch erneut den Europameistertitel der EBU, den er zuvor niedergelegt hatte.
Am 23. Dezember 2023 gewann er durch TKO in der vierten Runde gegen den bis dahin ungeschlagenen Russen Arslanbek Machmudow (18-0, 17 KO) und erhielt dadurch die Titel WBA Inter-Continental und NABF North American.
Am 18. Mai 2024 siegte er durch K.o. in der siebenten Runde gegen den ebenfalls ungeschlagenen Kubaner Frank Sánchez (24-0, 17 KO) und gewann damit die Titel WBC Continental Americas und NABO North American. Zudem handelte es sich um einen finalen WBC-Ausscheidungskampf.
Am 22. Februar 2025 siegte er durch K.o. in Runde 6 gegen Zhang Zhilei (27-2) und wurde dadurch WBC-Interimsweltmeister.

## Liste der Profikämpfe
| 26 Siege (18 K.-o.-Siege), 0 Niederlagen, 0 Unentschieden |               |                                            |                                                                 |                                               |
| Jahr                                                      | Tag           | Ort                                        | Gegner                                                          | Ergebnis für Kabayel                          |
| 2011                                                      | 23. Juni      | Butan Gym, Wuppertal, Deutschland          | Yeton Abdullah                                                  | Sieg / TKO 4. Runde                           |
| 2011                                                      | 23. Juli      | Tai-Kien Gym, Aachen, Deutschland          | Selçuk Dinç                                                     | Punktsieg / 4 Runden                          |
| 2012                                                      | 30. April     | Maritim Hotel, Köln, Deutschland           | Waldemar Pahl                                                   | Sieg / TKO 3. Runde                           |
| 2012                                                      | 2. Juni       | Kolpinghaus, Beckum, Deutschland           | Waldemar Pahl                                                   | Punktsieg / 4 Runden                          |
| 2013                                                      | 6. April      | SPENS, Novi Sad, Serbien                   | Ivan Ćirković                                                   | Sieg / TKO 2. Runde                           |
| 2013                                                      | 27. Juli      | Kugelbake-Halle, Cuxhaven, Deutschland     | Engin Solmaz                                                    | Sieg / TKO 2. Runde                           |
| 2013                                                      | 27. September | Atatürk Spor Salonu, Tekirdağ, Türkei      | Alexander Kahl                                                  | Sieg / TKO 1. Runde                           |
| 2013                                                      | 15. Dezember  | Docks, Hamburg, Deutschland                | Pavel Šiška                                                     | Sieg / TKO 2. Runde                           |
| 2014                                                      | 1. Februar    | Okraglak Halle, Opole, Polen               | Wladimir Letr                                                   | Sieg / KO 1. Runde                            |
| 2014                                                      | 22. März      | Atatürk Spor Salonu, Tekirdağ, Türkei      | Gbenga Oluokun WBC-Mediterranische Schwergewicht-Meisterschaft  | Punktsieg (geteilte Entscheidung) / 10 Runden |
| 2014                                                      | 14. Dezember  | Maritim Hotel, Köln, Deutschland           | Artsiom Charniakevich                                           | Sieg / TKO 3. Runde                           |
| 2015                                                      | 17. Oktober   | Messe Karlsruhe, Karlsruhe, Deutschland    | Maksym Pedyura                                                  | Sieg / TKO 2. Runde                           |
| 2015                                                      | 5. Dezember   | Saarlandhalle, Saarbrücken, Deutschland    | Shalva Jomardashvili                                            | Sieg / KO 1. Runde                            |
| 2016                                                      | 9. Januar     | Maritim Hotel, Berlin, Deutschland         | Lawrence Tauasa                                                 | Sieg / TKO 3. Runde                           |
| 2016                                                      | 15. Juni      | Seebühne Magdeburg, Magdeburg, Deutschland | Christian Lewandowski EBU-EU-Schwergewicht-Meisterschaft        | Sieg / KO 7. Runde                            |
| 2017                                                      | 4. Februar    | Maritim Hotel, Magdeburg, Deutschland      | Herve Hubeaux EBU-Europäische Schwergewicht-Meisterschaft       | Punktsieg (einstimmig) / 12 Runden            |
| 2017                                                      | 4. November   | Spielbank Monte-Carlo, Monte-Carlo, Monaco | Dereck Chisora EBU-Europäische Schwergewicht-Titelverteidigung  | Punktsieg (Mehrheitsentscheidung) / 12 Runden |
| 2018                                                      | 21. April     | Estrel, Berlin, Deutschland                | Miljan Rovčanin EBU-Europäische Schwergewicht-Titelverteidigung | Sieg / TKO 3. Runde                           |
| 2019                                                      | 2. März       | Maritim Hotel, Magdeburg, Deutschland      | Andriy Rudenko EBU-Europäische Schwergewicht-Titelverteidigung  | Punktsieg (einstimmig) / 12 Runden            |
| 2020                                                      | 18. Juli      | Seebühne Magdeburg, Magdeburg, Deutschland | Evgenios Lazaridis WBA-Continental Schwergewicht-Meisterschaft  | Punktsieg (einstimmig) / 10 Runden            |
| 2021                                                      | 5. Juni       | Seebühne Magdeburg, Magdeburg, Deutschland | Kevin Johnson WBA-Continental Schwergewicht-Titelverteidigung   | Punktsieg (einstimmig) / 12 Runden            |
| 2022                                                      | 14. Mai       | Seebühne Magdeburg, Magdeburg, Deutschland | Pavel Šour WBA-Continental Schwergewicht-Titelverteidigung      | Sieg / TKO 1. Runde                           |
| 2023                                                      | 4. März       | RuhrCongress Bochum, Bochum, Deutschland   | Agron Smakići EBU-Europäische Schwergewicht-Meisterschaft       | Sieg / TKO 3. Runde                           |
| 2023                                                      | 23. Dezember  | Al-Mamlaka-Arena, Riad, Saudi-Arabien      | Arslanbek Makhmudov NABF-Schwergewicht-Meisterschaft            | Sieg / TKO 4. Runde                           |
| 2024                                                      | 18. Mai       | Al-Mamlaka-Arena, Riad, Saudi-Arabien      | Frank Sánchez WBO-NABO-Schwergewicht-Meisterschaft              | Sieg / KO 7. Runde                            |
| 2025                                                      | 22. Februar   | Al-Mamlaka-Arena, Riad, Saudi-Arabien      | Zhang Zhilei WBC-Interim Schwergewicht-Weltmeisterschaft        | Sieg / KO 6. Runde                            |
| Quelle: Agit Kabayel in der BoxRec-Datenbank              |               |                                            |                                                                 |                                               |

## Sonstiges
Kabayels Familie stammt aus Pazarcık in der Türkei und gehört zur Volksgruppe der Kurden. Er besuchte die Realschule und ist ausgebildeter Facharbeiter im Gleisbau, übte diese Arbeit jedoch aufgrund seines sportlichen Engagements nie aus. Er ist ein Cousin des Rappers KC Rebell. Sein Vater arbeitete als Metallschneider und machte sich später mit einem Imbiss selbstständig. Kabayel lebt mit seiner Familie in Bochum-Wattenscheid, wo er auch aufwuchs.
Kabayel war Sparringspartner von Tyson Fury, Anthony Joshua, Kubrat Pulew und Robert Helenius.